# Belle Bennett
Belle Bennett (22 de abril de 1891 - 4 de noviembre de 1932) fue una actriz teatral y cinematográfica estadounidense, que inició su carrera en el vodevil. 

## Trabajo teatral
Nacida en Milaca, Minnesota, Bennett fue artista circense durante su niñez, pues su padre, Billie Bennett, era propietario de un circo. Él la entrenó para ser trapecista tras pasar varios años en el Sacred Heart Convent de Minneapolis, Minnesota. A los trece años actuaba en público, y su participación en compañías de repertorio la llevaron a Broadway. Allí intervino en producciones teatrales producidas por David Belasco. 

## Cine
Bennett trabajó en numerosos filmes de escasa importancia en Hollywood, tales como el western A Ticket to Red Horse Gulch (1914). Después Samuel Goldwyn la seleccionó entre otras 73 actrices para interpretar el papel principal de Stella Dallas (1925), film de una gran calidad. Mientras participaba en el rodaje, su hijo William Howard Macy, de dieciséis años de edad, falleció. 
Tras hacer el papel de madre en Stella Dallas, Bennett quedó encasillada para el resto de su carrera. Posteriormente actuó en Mother Machree (1928), The Battle of the Sexes (1928), The Iron Mask (1929), Courage (1930), Recaptured Love (1930) y The Big Shot (1931).

## Matrimonios
Bennett se casó tres veces. Jack Oaker, un marinero de la base de submarinos de San Pedro, California, se casó con la actriz en 1918, cuando ella trabajaba con Triangle Film Corporation. Su segundo marido fue William Macy, de La Crosse, Wisconsin. Finalmente se casó con el director cinematográfico Fred Windermere.

## Enfermedad y fallecimiento
Durante un descanso en su carrera cinematográfica, Bennett actuó en el vodevil en un teatro de Filadelfia, Pensilvania. Sufrió un colapso en escena y fue tratada en el hospital de Harrisburg (Pensilvania). Tras su tratamiento fue capaz de continuar actuando, aunque brevemente. En septiembre de 1932 fue llevada en avión a Nueva York tras sufrir una recaída de una enfermedad que sufría desde dos años y medio antes. Falleció en noviembre de ese año, a los 41 años de edad, a causa de un cáncer, en el Hospital Cedars of Lebanon en Los Ángeles, California. Fue enterrada en el Cementerio Valhalla Memorial Park de North Hollywood.
Bennett tiene una estrella en el Paseo de la Fama de Hollywood, en el 1501 de Vine Street. 